# Ciclovia Salaria
La ciclovia Salaria è un percorso ciclabile dell'Italia centrale di circa 317 km che connette la costa adriatica in prossimità di San Benedetto del Tronto con quella tirrenica sul litorale romano ad Ostia, seguendo un tracciato adiacente a quello della storica via Salaria.
Il tracciato è il ramo n. 9 di BicItalia, la rete ciclabile nazionale proposta dalla Federazione italiana ambiente e bicicletta.

## Il percorso
Diramandosi dalla ciclovia Adriatica a San Benedetto del Tronto (quartiere Porto d'Ascoli), la ciclovia Salaria costeggia la sponda nord (marchigiana) del fiume e raggiunge Ascoli Piceno. Quindi prosegue lungo i tronchi stradali della vecchia Salaria, in molti tratti poco trafficata poiché esiste la variante (come nel tratto da Mozzano ad Acquasanta Terme). In questa prima parte la ciclovia Salaria coincide con la ciclabile del Tronto. Superato il punto più alto nel passo della Torrita (quota 1010 m), inizia la discesa verso le suggestive gole del Velino e poi verso Antrodoco, quindi in lieve saliscendi raggiunge Rieti, poi Roma. Costeggiando il Tevere, è previsto il prolungamento fino ad Ostia (il progetto per la pista ciclabile Roma-Ostia è stato già approvato dal Comune di Roma e se ne attende la realizzazione).

## I tratti di ciclabile in sede propria

### I tratti in sede propria già realizzati

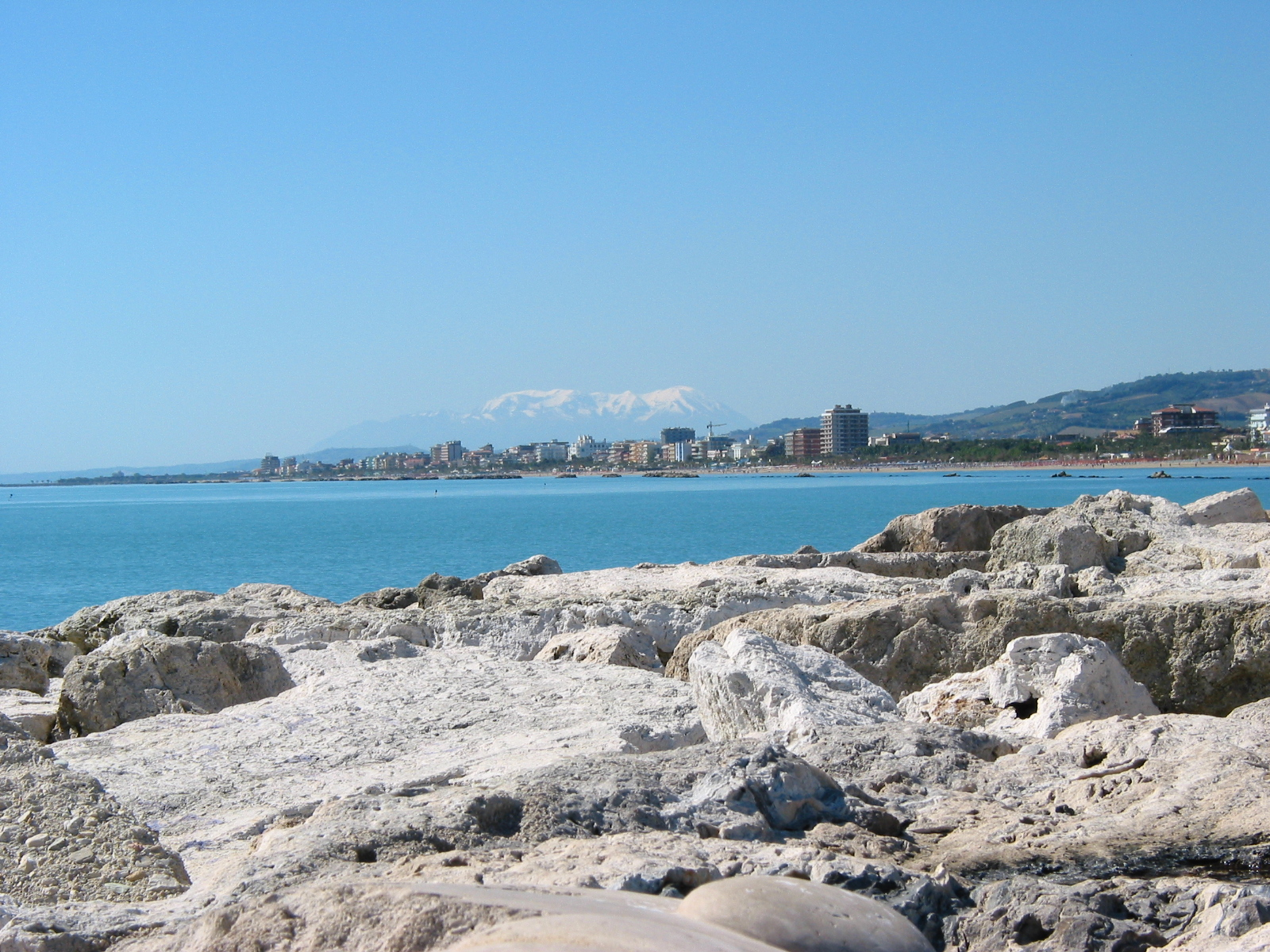
Porto d'Ascoli dal molo sud del Porto di San Benedetto del Tronto

I tratti di ciclabile in sede propria (ossia su pista ciclabile separata dalla strada ordinaria) finora realizzati nella Valle del Tronto vanno dal comune di Monteprandone al comune di Colli del Tronto, attraversando il comune di Monsampolo del Tronto e Spinetoli (nella sua frazione di Pagliare). Altro tratto già funzionante è nel comune di Ascoli Piceno, dalla frazione di Campolungo fino al quartiere di Monticelli (stadio "Don Mauro Bartolini"). A Roma è in funzione la ciclabile del Tevere da Castel Giubileo (Roma), in prossimità del raccordo Anulare, verso il centro di Roma (ciclabile Tevere Nord) e prosegue fino all'altro estremo del raccordo Anulare (località Mezzocammino) percorrendo la ciclabile Tevere Sud.

### I tratti in sede propria di prossima realizzazione
I tratti di cui si prevede la realizzazione a breve termine è il completamento del tratto da Ascoli Piceno al mare (San Benedetto del Tronto nel quartiere Porto d'Ascoli) e alla Pista ciclabile della Riviera delle Palme. Inoltre è prevista la realizzazione della Roma-Ostia.